# Hipotextualidade
A hipotextualidade seria, segundo o narratólogo Gérard Genette, na sua obra Palimpsestes, dentro da categoria mais geral da intertextualidade e inversamente à hipertextualidade, "toda a relação que associa um texto A (a que chamaremos hipotexto) a um texto posterior B, em que o primeiro se insere de um modo que não é o comentário". Por exemplo, as epopeias de Homero, Ilíada e Odisseia seriam hipotextos da Eneida de Virgilio.